# Taquaral
Taquaral este un oraș în Goiás (GO), Brazilia.